# Ацетат бария
Ацета́т ба́рия (уксуснокислый барий) — органическое соединение, соль щелочноземельного металла бария и уксусной кислоты. Бесцветные кристаллы, образует кристаллогидраты.

## Получение
- Получают действием уксусной кислоты на оксид бария, гидроксид бария или карбонат бария:

{\displaystyle {\mathsf {BaO+2\ CH_{3}COOH\ {\xrightarrow {\ }}\ Ba(CH_{3}COO)_{2}+H_{2}O}}}
{\displaystyle {\mathsf {Ba(OH)_{2}+2\ CH_{3}COOH\ {\xrightarrow {\ }}\ Ba(CH_{3}COO)_{2}+2\ H_{2}O}}}
{\displaystyle {\mathsf {BaCO_{3}+2\ CH_{3}COOH\ {\xrightarrow {\ }}\ Ba(CH_{3}COO)_{2}+CO_{2}\uparrow +H_{2}O}}}

## Физические свойства
Ацетат бария образует бесцветные кристаллы тетрагональной сингонии, пространственная группа I 41/a, параметры ячейки a = 0,9901 нм, c = 2,7362 нм, Z = 16.
При кристаллизации из водных растворов образует кристаллогидраты:
- при температуре ниже 25 °C — тригидрат Ba(CH3COO)2•3H2O
- при температуре 25÷41 °C — моногидрат Ba(CH3COO)2•H2O
- при температуре выше 41 °C — безводный Ba(CH3COO)2

## Химические свойства
- При нагревании разлагается на карбонат бария и ацетон:

{\displaystyle {\mathsf {Ba(CH_{3}COO)_{2}\ {\xrightarrow {150^{o}C}}\ BaCO_{3}+(CH_{3})_{2}CO}}}
- Разлагается сильными кислотами:

{\displaystyle {\mathsf {Ba(CH_{3}COO)_{2}+H_{2}SO_{4}\ \xrightarrow {\ } \ BaSO_{4}+2CH_{3}COOH}}}

## Применение
- Как протраву при крашении шерсти и ситца.